# Hristo Stoichkov

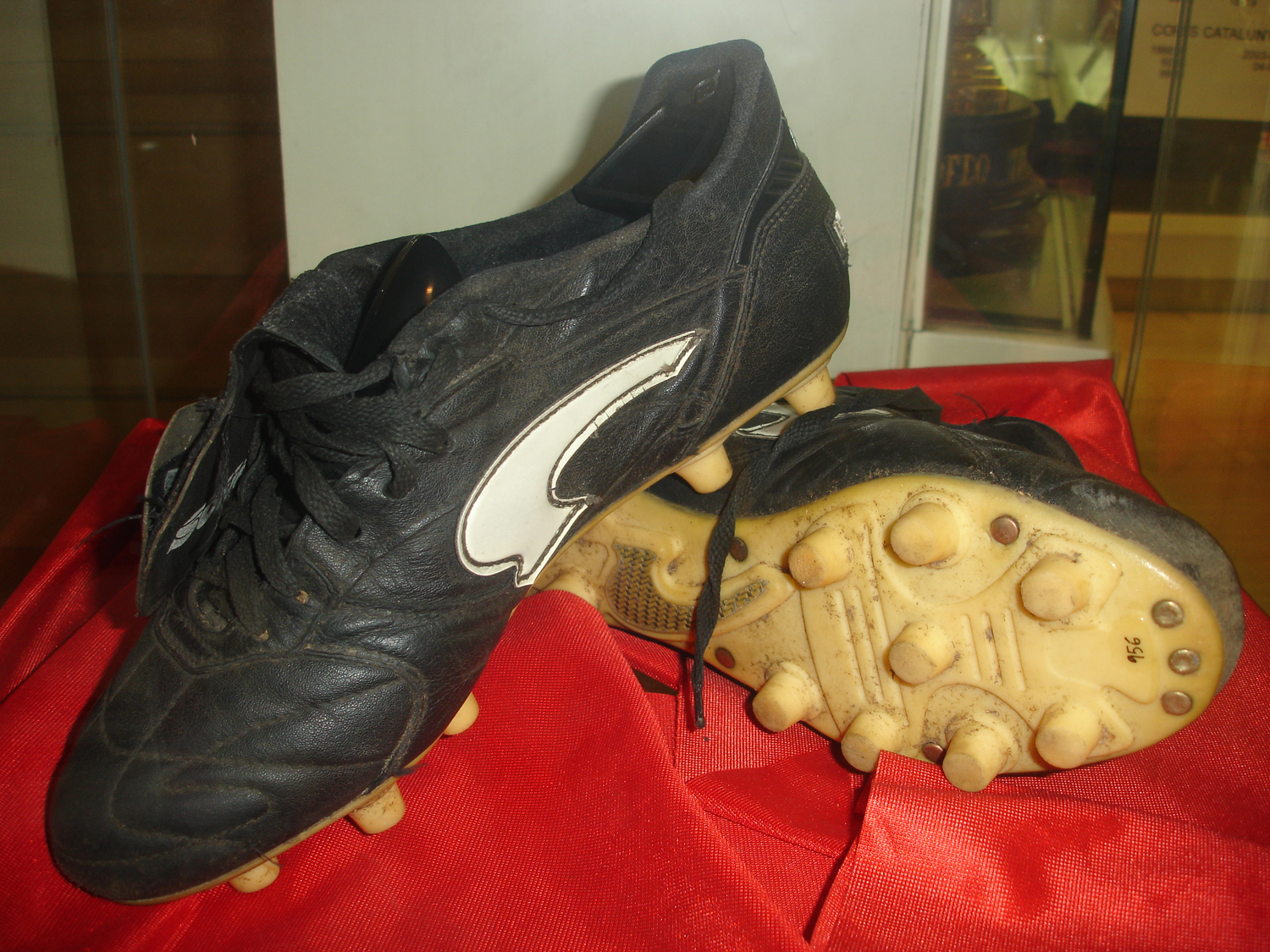
Botas con las que marcó su gol número 100 con el F. C. Barcelona.

Hristo Stoichkov (en búlgaro: Христо Стоичков, Hirsto Stoičkov, pronunciado /jristo stoíchkof/) (Plovdiv, 8 de febrero de 1966) es un exfutbolista búlgaro que jugaba como delantero y ganador del Balón de Oro en 1994. Ganó entre otros títulos una Copa de Europa, una Recopa de Europa, dos Supercopas de Europa, dos Supercopas de España, dos Copas de España y cuatro Ligas consecutivas con el F. C. Barcelona además del cuarto puesto en el Mundial de Estados Unidos 1994 con la selección búlgara. Un delantero prolífico, es considerado como uno de los mejores jugadores de su generación y es ampliamente considerado el mejor futbolista búlgaro de todos los tiempos. Fue subcampeón del premio al Jugador Mundial del Año de la FIFA en 1992 y 1994, y recibió el Balón de Oro en 1994. En 2004, Stoichkov fue nombrado por Pelé en la Lista de FIFA 100 de los mejores jugadores vivos del mundo.
A nivel de clubes, Stoichkov pasó seis años en el CSKA Sofía y se convirtió en el máximo goleador de Europa en 1990, recibiendo la Bota de Oro europea. En 1990, se unió al Barcelona  donde se ganó el apodo español de "El Pistolero", y formó parte del "Dream Team" de Johan Cruyff que ganó cuatro títulos consecutivos de La Liga y la Copa de Europa de 1992. Durante su tiempo en el club, formó una prolífica asociación con Romário. Cruyff fue fundamental para llevarlo a Barcelona, donde rápidamente se convirtió en uno de los delanteros más prolíficos del mundo.
Stoichkov fue miembro de la selección de Bulgaria que terminó cuarto en la Copa Mundial de la FIFA 1994, de la cual fue el máximo goleador con seis goles y recibió la Bota de Oro de la Copa del Mundo. Fue clasificado como el tercer mejor jugador de la Copa del Mundo, después de Romário y Roberto Baggio y recibió el Balón de Bronce de la Copa del Mundo. Aparte de su talento futbolístico, se destacó por su temperamento en el campo. En su carrera como jugador también fue apodado The Dagger (Камата).
Una vez retirado inició una carrera como entrenador de fútbol. En junio de 2013 se confirmó que Stoichkov es el nuevo dueño del equipo CSKA de Sofía, después de un mes de negociaciones con los dueños anteriores.

## Jugador

### CSKA Sofía
Debutó en 1981 en un equipo de 2.ª división de Bulgaria, el Maritza Plovdiv, para fichar en 1982 por el Zhevros Jarmanli.
Fue traspasado al CSKA Sofía en 1985, donde ganó tres ligas y cuatro copas de Bulgaria siendo Bota de oro europea.

### F.C. Barcelona
En julio de 1990 fichó por el Fútbol Club Barcelona a petición de Cruyff, pagando por él 400 millones de pesetas (USD 2.7M aproximadamente), y con el que ganó cuatro ligas consecutivas, la Copa de Europa en 1992, cuatro Supercopas españolas, dos Copa del Rey con Bobby Robson y Van Gaal y dos Supercopa de Europa en 1992 y 1997 además de la Recopa de Europa conseguida con el equipo de Robson en 1997.
Durante esta época Hristo se convirtió en una estrella del Barça, y uno de los jugadores más queridos por la afición culé, debido a su entrega, vehemencia y coraje por los colores. Para muchos fue uno de los mejores jugadores que han pasado por el Camp Nou. Además fue uno de los protagonistas indiscutibles del llamado Dream Team blaugrana, junto con Andoni Zubizarreta, Albert Ferrer, Ronald Koeman, Miguel Ángel Nadal, Josep Guardiola, José Mari Bakero, Michael Laudrup, Eusebio Sacristán, Txiki Begiristain, Jon Andoni Goikoetxea, Julio Salinas y más tarde, Romário. Cabe destacar actuaciones como la que tuvo durante toda la Copa de Europa conseguida en 1992 o en la goleada por 5 a 2 en la última jornada de la liga 1993/1994 que le dio la liga al Fútbol Club Barcelona en el Camp Nou contra el Sevilla F. C., donde marcó 2 goles y dio una asistencia, jornada en la que Miroslav Djukic falló aquel mítico penalti en Riazor. Durante sus últimos años en el club labró amistad con Romario, de quien se aseguraba asistiera a los entrenamientos tras trasnochar.

### Últimos años
En 1995 fichó por el AC Parma italiano, pero regresó al F. C. Barcelona en 1996, equipo que abandonó para regresar al CSKA de Sofía en 1998. Después jugó en Al Nassr de Arabia Saudita, en el Kashiwa Reysol japonés, en el Chicago Fire y en el D.C. United de Estados Unidos, donde colgó las botas en 2004.
Ha sido galardonado con la Bota de Oro, junto al mexicano Hugo Sánchez en 1990, Balón de Oro en 1994. y segundo mejor jugador del mundo según la FIFA en 1995. Está incluido en la lista FIFA 100.

## Selección
Con la selección de su país alcanzó las semifinales de la Copa Mundial de Fútbol de 1994, donde compartió el puesto de máximo goleador con el ruso Oleg Salenko. Tras 17 años en la selección, jugó su último partido con el combinado búlgaro frente a Inglaterra en 1999.

### Participaciones en Copas del Mundo
En Estados Unidos 94, Bulgaria quedó sorpresivamente en cuarto lugar, tras caer ante la selección de fútbol de Italia en semifinales, y contra Suecia en la disputa por el tercer puesto; Stoichkov marcó 6 goles en 7 partidos, siendo el máximo goleador del torneo junto a Oleg Salenko siendo esta la mejor participación de su selección.
Luego de una notable participación en las eliminatorias para Francia 98 donde jugó solo 4 partidos anotó un gol y dio una asistencia, formó parte del plantel para el Mundial de Francia 98, competición en la que no pasó de la primera fase, en donde quedó cuarta del grupo D, con un solo punto y fue goleada por la Selección Española por seis a uno. Stoichkov no marcó ningún gol en 3 partidos.
| Mundial                        | Sede                   | Resultado              | Pj | Goles | Prom. |
| ------------------------------ | ---------------------- | ---------------------- | -- | ----- | ----- |
| Copa Mundial de Fútbol de 1994 | Estados Unidos         | Cuarto lugar           | 7  | 6     | 0,86  |
| Copa Mundial de Fútbol de 1998 | Francia                | Primera fase           | 3  | 0     | 0,00  |
| Total en fases finales         | Total en fases finales | Total en fases finales | 10 | 6     | 0,60  |

### Participaciones Eurocopas
Para la clasificación de la Euro 96 Stoichkov marcó 10 goles y jugó 10 partidos dando pase a la primera Eurocopa de la historia de su selección; donde esta cayó eliminada en la primera fase al quedar tercera del Grupo B con 4 puntos. Stoichkov marcó 3 goles en 3 partidos.
| Eurocopa                   | Sede                   | Resultado              | Pj | Goles | Prom. |
| -------------------------- | ---------------------- | ---------------------- | -- | ----- | ----- |
| Eurocopa de Fútbol de 1996 | Inglaterra             | Primera ronda          | 3  | 3     | 1,00  |
| Total en fases finaleS     | Total en fases finaleS | Total en fases finaleS | 3  | 3     | 1,00  |

## Técnica
Hristo Stoichkov tenía una velocidad descomunal con y sin balón, que hacía recomendable dejar de perseguirlo si había ganado la posición e iba a encarar la portería. A esta rapidez se le unían dos cualidades que le convirtieron en un futbolista de talento; su disparo a puerta, especialmente poderoso con la pierna izquierda, y su agresividad, la cual hacía que tuviera un rendimiento regular durante los noventa minutos de juego. Era un jugador muy habilidoso, con una gran capacidad goleadora y talento para desplazar el balón en largo.
La única forma de parar el juego de Stoichkov era intentar que no recibiera el balón y, sobre todo, evitar que encarase al defensor o le ganara la espalda cuando tenía muchos metros por delante. Solía jugar por la banda derecha o por la izquierda.
Otro de los rasgos futbolísticos del delantero búlgaro fue su temperamento. Lo que le llevaba a discutirle al árbitro todas y cada una de las decisiones que tomaba en el partido, lo que le supuso ser expulsado en más de una ocasión. Su peculiar carácter quedó reflejado en el pisotón que dio al colegiado Urízar Azpitarte en el partido de ida de la Supercopa el 5 de diciembre del 90, lo que conllevó una suspensión durante varios meses.

## Entrenador
En 2004, asumió el cargo de seleccionador nacional de su país. El hecho destacado de este periodo de técnico es que el capitán del equipo, Stilian Petrov, decidió dejar la selección, el día 12 de octubre de 2006, por no estar de acuerdo con Hristo. Es el tercer jugador del equipo y el segundo capitán que sale del equipo en dos años por diferencias con Stoichkov.
En el mes de abril de 2007, fichó por el Real Club Celta de Vigo en la fase final de la temporada tras las destitución del hasta entonces entrenador, Fernando Vázquez, con el objetivo de lograr la permanencia del club en la máxima categoría del fútbol español. Se esperaba que el búlgaro transmitiera su carácter ganador y la disciplina que marcó su carrera como jugador a sus pupilos celestes. En su primer partido, el equipo vigués consiguió imponerse a su eterno rival, el Deportivo de la Coruña, por 1-0. Pese a esto, el conjunto gallego no pudo evitar el descenso a Segunda División. El 8 de octubre de 2007, dimitió como entrenador del Celta de Vigo, alegando motivos personales.
El 12 de mayo de 2009, se anunció que había llegado a un acuerdo con el club Aboomoslem de Irán para dirigir a este equipo de la ciudad de Mashad, pero el técnico búlgaro se echó hacia atrás por la delicada situación política del país persa.
Stoichkov firmó con el Mamelodi Sundowns de Sudáfrica, reemplazando a Henri Michel, el 29 de junio de 2009. El 17 de marzo de 2010, presentó la dimisión como técnico de dicho equipo.
En junio de 2013, fue nombrado nuevo técnico del CSKA Sofía, pero dejó el cargo poco después.

## Comentarista deportivo
Stoichkov se desempeña como comentarista deportivo en la cadena TUDN, donde su estilo frontal ha ocasionado algunas polémicas, como la que el búlgaro ostenta con el gobierno de España por el diferendo con Cataluña, lo que le significó su destitución como cónsul honorario de Bulgaria en la ciudad de Barcelona.

## Estadísticas

### Clubes
| CSKA Sofía Bulgaria |               |     |     |    |    |    |     |     |      |      |
| 1984/85 | 11            | 10  | -   | -  | -  | -  | 11  | 10  | 0.9  |      |
| 1985/86 | 9             | 2   | -   | -  | -  | -  | 9   | 2   | 0.22 |      |
| 1986/87 | 25            | 5   | -   | -  | -  | -  | 25  | 5   | 0.2  |      |
| 1987/88 | 27            | 14  | -   | -  | 2  | 0  | 29  | 14  | 0.48 |      |
| 1988/89 | 26            | 23  | -   | -  | 8  | 7  | 34  | 30  | 0.88 |      |
| 1989/90 | 30            | 38  | -   | -  | 5  | 3  | 35  | 41  | 1.17 |      |
| Total club | 128           | 92  | 0   | 0  | 15 | 10 | 143 | 102 | 0.71 |      |
| F. C. Barcelona · España |               |     |     |    |    |    |     |     |      |      |
| 1990-91 | 24            | 14  | 6   | 2  | 8  | 6  | 38  | 22  | 0.58 |      |
| 1991-92 | 32            | 17  | 2   | 1  | 9  | 4  | 43  | 22  | 0.51 |      |
| 1992-93 | 34            | 20  | 6   | 1  | 6  | 2  | 46  | 23  | 0.5  |      |
| 1993-94 | 34            | 16  | 6   | 1  | 8  | 7  | 48  | 24  | 0.5  |      |
| 1994-95 | 27            | 9   | 4   | 5  | 8  | 3  | 39  | 17  | 0.44 |      |
| 1996-97 | 22            | 7   | 6   | 1  | 7  | 0  | 35  | 8   | 0.23 |      |
| 1997-98 | 2             | 0   | 1   | 0  | 3  | 1  | 6   | 1   | 0.17 |      |
| Total club | 175           | 83  | 31  | 11 | 49 | 22 | 255 | 117 | 0.46 |      |
| AC Parma · Italia |               |     |     |    |    |    |     |     |      |      |
| 1995-96 | 23            | 5   | 2   | 0  | 5  | 2  | 30  | 7   | 0.23 |      |
| Total club | 23            | 5   | 2   | 0  | 5  | 2  | 30  | 7   | 0.23 |      |
| Al-Nassr Arabia Saudita |               |     |     |    |    |    |     |     |      |      |
| 1997-98 | 2             | 1   | -   | -  | -  | -  | 2   | 1   | 0.5  |      |
| Total club | 2             | 1   | 0   | 0  | 0  | 0  | 2   | 1   | 0.5  |      |
| Kashiwa Reysol Japón | 1998          | 12  | 5   | -  | -  | -  | -   | 12  | 5    | 0.42 |
| Kashiwa Reysol Japón | 1999          | 16  | 8   | -  | -  | -  | -   | 16  | 8    | 0.5  |
| Kashiwa Reysol Japón | Total club    | 28  | 13  | 0  | 0  | 0  | 0   | 28  | 13   | 0.46 |
| Chicago Fire Estados Unidos | 2000          | 18  | 10  | -  | -  | -  | -   | 18  | 10   | 0.56 |
| Chicago Fire Estados Unidos | 2001          | 17  | 5   | -  | -  | -  | --  | 17  | 5    | 0.29 |
| Chicago Fire Estados Unidos | 2002          | 16  | 2   | -  | -  | -  | -   | 16  | 2    | 0.13 |
| Chicago Fire Estados Unidos | 2002          | 21  | 5   | -  | -  | -  | -   | 21  | 5    | 0.24 |
| Chicago Fire Estados Unidos | Total club    | 72  | 22  | 0  | 0  | 0  | 0   | 72  | 22   | 0.31 |
| Total carrera | Total carrera | 428 | 216 | 33 | 11 | 69 | 34  | 530 | 261  | 0.49 |
| (1) Incluye datos de la Copa del Rey, Copa Italia. (2) Incluye datos de la Copa Intercontinental, Copa UEFA. (3) No incluye goles en partidos amistosos. |               |     |     |    |    |    |     |     |      |      |

Nota: Los datos en cuanto a partidos y goles corresponden a torneos de primera división reconocidos por IFFHS

### Trayectoria como entrenador
| Equipo                | País      | Año       |
| --------------------- | --------- | --------- |
| Selección de Bulgaria | Bulgaria  | 2004-2007 |
| Celta de Vigo         | España    | 2007      |
| Mamelodi Sundowns     | Sudáfrica | 2009-2010 |
| Litex Lovech          | Bulgaria  | 2012-2013 |

### Resumen estadístico
|                    | Partidos | Goles | Promedio |
| ------------------ | -------- | ----- | -------- |
| Primera División   | 428      | 216   | 0.5      |
| Copa Internacional | 69       | 34    | 0.49     |
| Selección búlgara  | 83       | 37    | 0.45     |
| Total              | 580      | 287   | 0.5      |

## Palmarés

### Títulos nacionales
| Título                   | Club            | Año  |
| ------------------------ | --------------- | ---- |
| Copa de Bulgaria         | PFC CSKA Sofía  | 1985 |
| Copa de Bulgaria         | PFC CSKA Sofía  | 1987 |
| Liga Bulgaria A PFG      | PFC CSKA Sofía  | 1987 |
| Copa de Bulgaria         | PFC CSKA Sofía  | 1988 |
| Supercopa de Bulgaria    | PFC CSKA Sofía  | 1989 |
| Copa de Bulgaria         | PFC CSKA Sofía  | 1989 |
| Liga Bulgaria A PFG      | PFC CSKA Sofía  | 1989 |
| Liga Bulgaria A PFG      | PFC CSKA Sofía  | 1990 |
| Campeonato de Liga       | F. C. Barcelona | 1991 |
| Supercopa                | F. C. Barcelona | 1991 |
| Campeonato de Liga       | F. C. Barcelona | 1992 |
| Supercopa                | F. C. Barcelona | 1992 |
| Campeonato de Liga       | F. C. Barcelona | 1993 |
| Campeonato de Liga       | F. C. Barcelona | 1994 |
| Supercopa                | F. C. Barcelona | 1994 |
| Supercopa                | F. C. Barcelona | 1996 |
| Copa                     | F. C. Barcelona | 1997 |
| Campeonato de Liga       | F. C. Barcelona | 1998 |
| Copa                     | F. C. Barcelona | 1998 |
| Lamar Hunt U.S. Open Cup | Chicago Fire    | 2000 |

### Títulos internacionales
| Título              | Club            | Año  |
| ------------------- | --------------- | ---- |
| Copa de Europa      | F. C. Barcelona | 1992 |
| Supercopa de Europa | F. C. Barcelona | 1992 |
| Recopa de Europa    | F. C. Barcelona | 1997 |
| Supercopa de Europa | F. C. Barcelona | 1997 |
| Recopa de la AFC    | Al-Nassr        | 1998 |

### Distinciones individuales
| Distinción                            | Año  |
| ------------------------------------- | ---- |
| Goleador Liga Búlgara                 | 1990 |
| Bota de Oro de Europa                 | 1990 |
| Once de Oro                           | 1992 |
| Goleador de la Liga de Campeones UEFA | 1994 |
| Bota de Oro Copa Mundial              | 1994 |
| Goleador del Año IFFHS                | 1994 |
| Balón de Oro de Europa                | 1994 |
| Premio Golden Foot                    | 2007 |

| Predecesor: Roberto Baggio      | Balón de Oro 1994                              | Sucesor: George Weah |
| Predecesor: Salvatore Schillaci | Bota de Oro de la Copa Mundial de la FIFA 1994 | Sucesor: Davor Šuker |

## Biografía
Se han publicado tres biografías del futbolista: "Ciento por ciento Stoichkov", "El 8cho" (en 2010) y "Hristo Stoichkov, The Story" (en 2018).
En el año 2022, la familia Stoichkov se convirtió en socia de la nueva filial en Bulgaria de la empresa Factorenergia. Esta operará en la electricidad, el gas natural y el autoconsumo y Hristo Stoichkov dirigirá la filial que ya ha obtenido las licencias necesarias.